# BAPO
BAPO staat voor Bevordering Arbeidsparticipatie Ouderen, ook wel de BAPO-regeling genoemd. Het is een vorm van arbeidsurenvermindering (afbouw van arbeidsduur) voor ouder personeel in het voortgezet onderwijs en het basisonderwijs, met het doel de werkdruk op oudere leeftijd wat te beperken.
| Hieronder wordt de situatie per eind 2006 beschreven. Uiteraard is dit artikel informatief, en belanghebbenden dienen zich voor precieze informatie tot hun vakbond en/of werkgever te richten. |

Een werknemer in het voortgezet onderwijs heeft vanaf zijn 52e jaar recht op BAPO-uren. Tot 55 jaar is dat 170 uur per jaar bij volledig dienstverband, voor parttimers naar rato.
Vanaf het 55e levensjaar heeft de werknemer recht op 340 uur per jaar bij volledig dienstverband; parttimers ook dan naar rato.
De BAPO werd voorheen vaak gebruikt om alle uren op te sparen en deze pas op te nemen voorafgaande aan de FPU of het pensioen. Bij het opnemen van deze uren levert men 25 - 35% salaris in, afhankelijk van de loonschaal waarin men is ingeschaald.
In de cao 
voor het voortgezet onderwijs 2005-2006 is een kleine verandering opgenomen, die een beperking inhoudt ten opzichte van de voorgaande regeling. Alleen werknemers van 52, 53 en 54 jaar kunnen deze uren nog sparen om ze pas later op te nemen, voorafgaande aan de FPU of pensioen. Werknemers vanaf 55 jaar kunnen dit niet meer, maar kunnen wel wekelijks, of in overleg eenmaal per veertien dagen, deze uren opnemen. Oudere werknemers die voor een bepaalde datum geboren zijn, vallen nog onder de oude regeling en mogen nog wel doorsparen en alle uren in een keer aan het einde van hun loopbaan opnemen.
Hierbij dient vermeld te worden dat een en ander een ruime tijd van tevoren (minstens drie maanden), aangevraagd moet worden. Dit is uiteraard om organisatorische en bedrijfstechnische  redenen. De organisatie moet de tijd hebben om voor de vrijgekomen plaats eventueel een nieuwe kracht aan te kunnen trekken.